# Gayon
Gayon is een gemeente in het Franse departement Pyrénées-Atlantiques (regio Nouvelle-Aquitaine) en telt 60 inwoners (2009). De plaats maakt deel uit van het arrondissement Pau.
De gemeente is te bereiken via de provinciale wegen met de nummers 143 en 228.

## Geografie
De oppervlakte van Gayon bedraagt 4,1 km², de bevolkingsdichtheid is dus 14,6 inwoners per km².

## Bestuur
De burgemeesters die Gayon de afgelopen jaren gekend heeft zijn:
- 1971-2001 Louis Lacoustille
- 2001-2008 Pierre Peilhet
- 2008-2014 Pierre Peilhet

De onderstaande kaart toont de ligging van Gayon met de belangrijkste infrastructuur en aangrenzende gemeenten.

## Demografie
Onderstaande figuur toont het verloop van het inwonertal (bron: INSEE-tellingen).